# سيتوكروم 2إي1

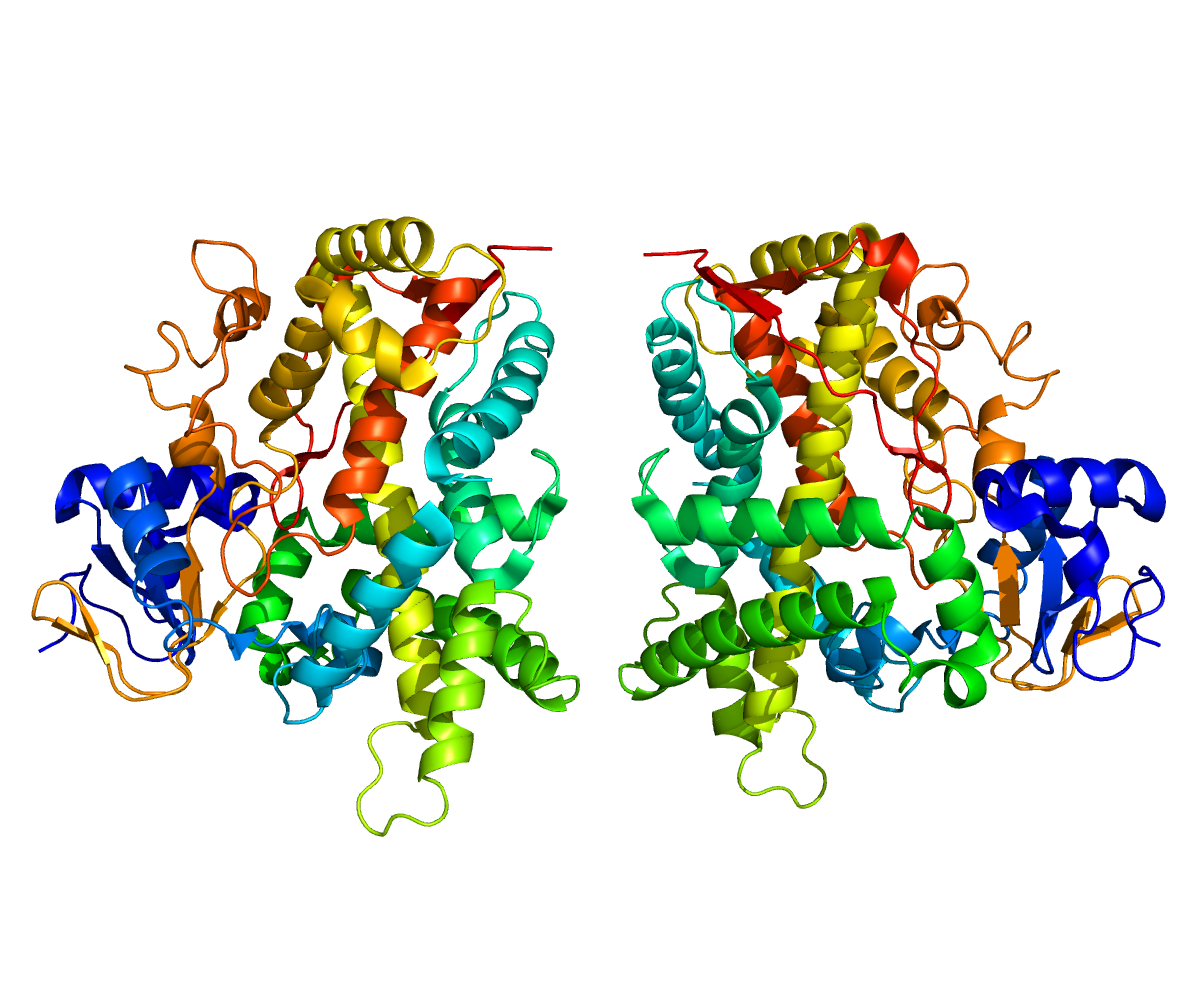

سيتوكروم 2إي1 (بالإنجليزية: CYP2E1) وهو إنزيم يؤدي إلى إنتاج. النابيكو(NAPQI). وهو مركب وسطي عالي النشاط. يرتبط بالثيولات البروتينية والـ. GSH. (Hinson ويختصر ب (CYP2E1، EC 1.14.13.n7 )، وهو عضو في عائلة سيتوكروم بي450. أكسيداز ونظامه يعتبر مختلط الوظيفة، ويشارك في عملية التمثيل الغذائي للاكسيوبيوتك في الجسم.

## الوظيفة
سيتوكروم 2إي1 هو إنزيم في الكبد، يساعد على التمثيل الغذائي لأدوية معينة ومنتها دواء تاموكسيفين
يؤدي إلى إنتاج. NAPQI. وهو مركب عالي النشاط. يرتبط بالثيولات البروتينية والـ. GSH. (Hins
وهو انزيم يؤدي إلى تكسير اليثانول أو الكحوليات. مما يؤدي إلى حدوث مركبات نشطة وغير مستقرة تسمى الشقوق الحرة (free radicals) والتي تؤدي بدورها إلى تنشيط عمليات حيوية في الخلية مما يؤدي إلى حدوث ورم سرطاني .

## في البشر
في البشر، يتم ترميز انزيم CYP2E1 من قبل CYP2E1 الجيني . في حين أنه يشارك في عملية الأيض المؤكسدة من مجموعة صغيرة من ركائز (الجزيئات القطبية معظمها صغيرة)، وهناك العديد من المهم المسكنات التفاعلات بوساطة CYP2E1.
معظم الأدوية الخضوع التعطيل من قبل CYP2E1، إما مباشرة أو عن طريق تسهيل إفراز من الجسم. أيضا، العديد من المواد bioactivated بواسطة CYP2E1 لتشكيل المركبات النشطة .

## وصلات اضافية
- Smith G, Stubbins MJ, Harries LW, Wolf CR (1999). "Molecular genetics of the human cytochrome P450 monooxygenase superfamily". Xenobiotica. ج. 28 ع. 12: 1129–65. DOI:10.1080/004982598238868. PMID:9890157.{{استشهاد بدورية محكمة}}:  صيانة الاستشهاد: أسماء متعددة: قائمة المؤلفين (link)
- Kessova I, Cederbaum AI (2003). "CYP2E1: biochemistry, toxicology, regulation and function in ethanol-induced liver injury". Curr. Mol. Med. ج. 3 ع. 6: 509–18. DOI:10.2174/1566524033479609. PMID:14527082.
- Webb A, Lind PA, Kalmijn J, Feiler HS, Smith TL,  Schuckit MA, Wilhelmsen K (2011). "The Investigation into CYP2E1 in Relation to the Level of Response to Alcohol Through a Combination of Linkage and Association Analysis". Alcoholism: Clinical and Experimental Research. ج. 35 ع. 1: 10–18. DOI:10.1111/j.1530-0277.2010.01317.x.{{استشهاد بدورية محكمة}}:  صيانة الاستشهاد: أسماء متعددة: قائمة المؤلفين (link)